# Shrewsbury Town Football Club
O Shrewsbury Town Football Club é um clube de futebol da cidade de Shrewsbury, no condado inglês de Shropshire. Atualmente disputa a League One, equivalente a terceira divisão do Campeonato Inglês.

## Títulos
- Campeonato Inglês da Terceira Divisão 2

1978-79, 1993-94
- Campeonato Inglês da Quarta Divisão 1

1974-75
- Welsh Cup: 6

1891, 1938, 1977, 1979, 1984, 1985